# 國家社會解放組織
國家社會解放組織 （希臘語：Εθνική και Κοινωνική Απελευθέρωσις, Ethniki kai Koinoniki Apeleftherosis），通常以希臘語縮寫為EKKA，是一個在軸心國佔領希臘時期希臘抵抗運動組織由Dimitrios Psarros上校和政治家Georgios Kartalis建立於1942年秋季。

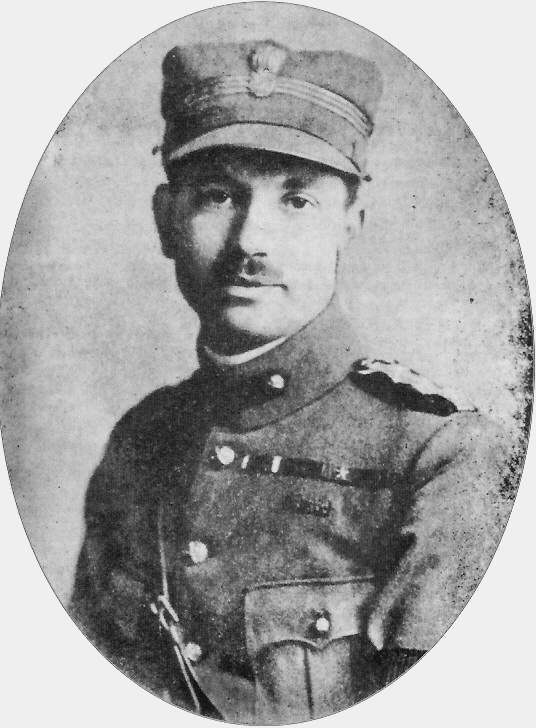
Dimitrios Psarros，EKKA軍事領袖。

Psarros 和 Kartalis 並肩，創立成員包含下列官員 Dimitrios Karachristos、Dimitrios Georgantas 和其他人。組織的目標為對抗德國的佔領直到最後，解放之後，為共和政權和改變社會工作。
EKKA的武裝分支為5/42 埃夫佐尼軍團，建立於1943年初並在之後命名為 Psarros 的舊部隊。它的人數最高約有1000人，且主要活動於希臘中部，在福基斯州地區。 然而組織一開始就面對共產領導的 希腊人民解放军（ELAS）的壓力，它聲稱為抵抗運動的全面領導並認定 EKKA 為反動派和親英派組織。1943年5月14日和6月23日發生 ELAS 武力攻擊 5/42 埃夫佐尼軍團迫使它解散，但是屈服於來自英國軍事任務的壓力，他們同意允許重新建立一個統一的框架所以稱為「National Bands Agreement」於1943年7月。雖然， ELAS 和共和的 EDES 和 EKKA 集團之間還是持續在互相競爭，且在1944年4月14日，EKKA 部隊遭受 ELAS 攻擊。5/42 埃夫佐尼軍團撐了三天，但是被迫撤退。一部分的人調去逃脫和穿越Corinthian Gulf前往伯罗奔尼撒。然而主要部隊與 Psarros 上校仍然落後，將成為戰俘且之後處決。Psarros 在戰鬥中或囚禁中被殺死是具有爭議的。該事件引起了希臘政壇的一大衝擊因為 Psarros 是一個廣為人知的共和派、愛國者和反保皇黨。表面上顯示 EAM-ELAS 把持抵抗運動造成了戰後意向的憂慮，導致從其他抵抗組織的部分和戰前政治體制更具有決定性的反對。該事件被認為是一年後爆發的希腊内战的一個前兆（見：Dekemvriana）。
之後 5/42 埃夫佐尼軍團解散， EKKA 停止軍事及政治條件，雖然 Kartalis 自己依然成為議員，共同領導其他主要的抵抗和政治團體。

## 戰鬥列表
1943年
- 9月12-13日：於 Lidoriki 與義大利和德國戰鬪。
- 9月15日：於 Anathema 地區與德國戰鬪。
- 9月17日：於 Tsakorem 地區與德國戰鬪。

1944年
- 1月11日和2月1日：與 Gravia-Amfissa 戰鬪。

## 來源
- Mamarelis, Argyrios,  (PDF), 2003
- Papastratis, Prokopis, , Cambridge University Press, 1984, ISBN 978-0-521-24342-1
- Lymberatos, Michalis P.  [The organizations of the Resistance]. Hatziiosif, Christos; Papastratis, Prokopis  (编).  [History of Greece in the 20th Century, Volume III: World War II. Occupation and Resistance 1940–1945, Part 2]. Athens: Bibliorama. 2007: 9–67. ISBN 978-960-8087-06-4 （希腊语）.
- Woodhouse, Christopher Montague, , C. Hurst & Co. Publishers, 2002, ISBN 978-1-85065-487-2